# Lori Dungey
Lori Dungey (nacida en 1957) es una actriz neozelandesa. Dungey nació en Canadá y llegó a Nueva Zelanda cuando actuó en un festival de arte durante los Juegos de la Commonwealth en Auckland en 1990. Posteriormente, Dungey se convirtió en la directora artística de la Wellington Improv Company. Ha tenido papeles de actuación tanto en cine como en televisión, incluidas las películas de El Señor de los Anillos y las series de televisión Xena y Hércules. También ha actuado en el Festival de Improvisación de Nueva Zelanda.

## Filmografía parcial

### Funciones de locución
- Power Rangers Ninja Storm: Beevil
- Power Rangers Fuerza Mística: Screamer
- Power Rangers Operación Overdrive: Crazar
- Power Rangers RPM : Computadora (episodios 29 y 30)
- Power Rangers Dino Charge: Memorella
- Power Rangers Beast Morphers: Gamertron

### Papeles en televisión
- Xena: La Princesa Guerrera: Kellos
- Hércules: Los viajes legendarios: Fortuna, vendedora de tiempo compartido
- El joven Hércules: Viajera, curandera loca
- Mercy Peak: Ellen Palliser
- Power Rangers Dino Thunder: Señora Porter
- Power Rangers SPD: Louise Boom
- Power Rangers Ninja Steel: Señora Bell (2017-2018)

### Papeles en cine
- The Lord of the Rings: The Fellowship of the Ring: Señora Bracegirdle (versión extendida)
- M3GAN: Celia

### Papeles en cortometrajes
- Mrs Bracegirdle's Woodlyn Park Adventure: Señora Bracegirdle (2007)